# Aleksandra Shamsutdinova
Aleksandra Shamsutdinova (née le 2 mars 1987) est une athlète russe spécialiste du saut en hauteur. 

## Palmarès

### Championnats d'Europe espoirs d'athlétisme
- Championnats d'Europe espoirs d'athlétisme 2009 à Kaunas,  Lituanie
  -  Médaille d'or du saut en hauteur